# Banksia dentata
Banksia dentata é uma espécie de arbusto da família Proteaceae. Na natureza, pode ser encontradana  Austrália, Nova Guiné e Ilhas Aru.